# Dolichopeza shirakiella
Dolichopeza shirakiella är en tvåvingeart som först beskrevs av Alexander 1926.  Dolichopeza shirakiella ingår i släktet Dolichopeza och familjen storharkrankar. Inga underarter finns listade i Catalogue of Life.